# Walter Kranzer
Walter Kranzer (* 7. März 1912 in Wien; † 25. März 1988 ebenda) war ein österreichischer Mathematiker und Physiker.

## Leben
Er wurde an der Universität Wien 1934 promoviert.
Entsprechend dem Schicksal vieler junger Männer seiner Generation kehrte er erst 1946 aus der Kriegsgefangenschaft zurück. Erst nach einiger Zeit als Nachhilfelehrer konnte er im Schuldienst Fuß fassen. Er lehrte zunächst am Realgymnasium Wien 7 Kandlgasse, ab 1956 unterrichtete er Mathematik und Physik am Gymnasium Stubenbastei in Wien. Einen Ruf an das IPN der Universität Kiel hatte er aus familiären Gründen abgelehnt.
Er begründete 1963 die wichtige österreichische Lehrerfortbildungszeitschrift Wissenschaftliche Nachrichten. Der Sektionschef des Unterrichtsministeriums, Leo Leitner charakterisierte Kranzer dort als „… leidenschaftlichen Betreiber der Anliegen einer umfassenden naturwissenschaftlichen Bildung der jungen Menschen an unseren Schulen … bereits in den 1950er Jahren (war er) engagierter Teilnehmer an den Beratungen der ‚Ständigen Pädagogischen Konferenz‘ (Anm.: im Unterrichtsministerium) und ab dem Schulgesetzwerk 1962 in führender Rolle bei der Lehrplanarbeit für Physik. … Als Schulmann und Universitätslehrer trug er wesentlich zur Grundlegung der Didaktik … im Rahmen der Lehramtsstudien bei. … Eine Zusammenschau der theoretischen und praktischen Vorstellungen, die Dr. Kranzer in seinem von seinem Fach und dessen Unterricht erfüllten Leben entwickelte, können wir in den ‚Wissenschaftlichen Nachrichten‘ erblicken, die er gründete und bis zu seinem Tod leitete.“
So verfasste er in der anfangs achtseitigen Nummer 1 vom April 1963 Artikel zu „Der Maser“, „Der Mössbauer-Effekt“, „Strukturen von Proton und Neutron“, „Supraleitfähigkeit“. Der Kreis schloss sich in seinem letzten Beiträgen im 52-seitigen Heft 77/1988 mit „Die Entwicklung zu warmer Supraleiter“ bzw. „Der Kern des Kometen Halley“. Schrieb er die ersten Nummern noch alleine, so holte er sich ab Heft 5/1964 als langjährig dann wirkende Verstärkungen die Chemikerin Edit Jarisch, bzw. ab Heft 8/1965 aus seinem Gymnasium Stubenbastei den Kollegen und Geographie-Didaktiker Wolfgang Sitte. Ab Heft 70, 1986 holte er den heutigen Herausgeber Christian Wolny in die Redaktion. Er und seine Spartenleiter motivierten in der Folgezeit unzählige Lehrer aus den Schulen und Universitäten Beiträge für diese im In- und Ausland anerkannte österreichische Fortbildungszeitschrift, die eine Auflage von 12.500 Exemplaren erreichte, zu verfassen. Heute gibt es Teile dieser Artikel in einem Online-Archiv an der Universität Wien bzw. ist die Zeitschrift Wissenschaftliche Nachrichten heute online.

## Publikationen
- So interessant ist Physik. Aulis Verlag Deubner & Co., Köln 1982, ISBN 3-7614-0653-3.
- Perfektion und Information im Mathematikunterricht. oemg.ac.at -Didaktikhefte H. 12 Lehrerfortbildungstagung 1985
- mit G. Fuchs und E. Jarosch: Atomare Bedrohung der Menschheit. Der Nuklearkrieg im Urteil der Wissenschaft. Jugend & Volk, Wien 1968.
- So interessant ist Mathematik. Deutscher Verlag der Wissenschaften, Berlin 1989, ISBN 3-326-00362-5.